# Ian Smith
Ian Douglas Smith (8 d'abril de 1919 - 20 de novembre de 2007), va ser un polític rhodesià actiu als governs de Rhodèsia del Sud, la Federació de Rhodèsia i Nyasalàndia, Rhodèsia, Zimbabwe-Rhodèsia i Zimbàbue entre 1948-1987, sobretot com a primer ministre de Rhodèsia a partir del 13 d'abril de 1964 fins a l'1 de juny de 1979. Nascut i criat a Selukwe, un petit poble rural a la colònia britànica autònoma de Rhodèsia del Sud, Smith va servir a la Royal Air Force britànica durant la Segona Guerra Mundial i, després de graduar-se a la Universitat de Rhodes a Sud-àfrica, va comprar una granja a la seva ciutat natal el 1948. Alhora, va ser triat com a representant de Selukwe a l'assemblea legislativa, dins del Partit Liberal de Rhodèsia del Sud, esdevenint el membre més jove de Rhodèsia al parlament.
Smith va donar suport a la creació de la Federació de Rhodèsia i Nyasalàndia el 1953, i va guanyar la circumscripció federal Midlands del Partit Federal Unit (UFP) en les primeres eleccions federals de 1953; després d'aquesta elecció a nivell federal va renunciar e l'escó territorial de Selukwe. Va exercir de líder del UFP a l'Assemblea Federal de 1958 a 1962 abans de dimitir per ajudar a formar el pro-independentista Partit Reformista de Rhodèsia, que al cap de poc es va fusionar amb el Partit Dominion per formar el Front de Rhodèsia (RF). Després de la victòria del RF a les eleccions generals de Rhodèsia del Sud de 1962, Smith es va convertir en viceprimer ministre i ministre d'Hisenda amb Winston Field com a primer ministre.